# Crypsicometa unicolor
Crypsicometa unicolor là một loài bướm đêm trong họ Geometridae.